# لویی گانتوا
لویی گانتوا (فرانسوی: Louis Gantois‎; ۱۵ نوامبر ۱۹۲۹ – ۲۶ فوریهٔ ۲۰۱۱) قایقران کانو اهل فرانسه بود.